# 381고지 전투
381고지 전투 또는 이천 381고지 전투는 6.25 전쟁 중 선더볼트 작전 기간인 1951년 1월 29일부터 1월 31일까지 그리스 한국 원정군이 중국인민지원군과 맞서 싸워 승리한 전투이다. 381고지 전투는 그리스 한국 원정군이 대한민국에 도착한 이후 치른 첫 전투였다. 미국 제7기병연대에 속한 그리스 한국 원정군은 1951년 1월 29일 경기도 이천시 서북방의 381고지에서 중국인민지원군 제38군 제112사단 소속 1개 연대의 공격을 받았다. 양측은 치열한 전투를 벌였지만, 그리스군은 4시간의 격전 끝에 중국인민지원군을 무찌르는데 성공했다. 
381고지 전투를 기념하기 위해 대한민국 정부는 1974년 전투 전적지 인근의 동산에 그리스군 참전기념비를 세웠다. 해당 기념비는 2020년 영동고속도로 여주휴게소에서 여주시 영월공원으로 이전했다. 

## 같이 보기
- 선더볼트 작전